# Rignano Garganico
Rignano Garganico est une commune italienne de la province de Foggia dans la région des Pouilles.

## Histoire
En 1137, le roi Roger II de Sicile fut battu à Rignano Garganico par son rival Rainulf II d'Alife.

## Administration
| Période                                  | Période | Identité | Étiquette | Qualité |
| ---------------------------------------- | ------- | -------- | --------- | ------- |
|                                          |         |          |           |         |
| Les données manquantes sont à compléter. |         |          |           |         |

### Communes limitrophes
Apricena, Foggia, San Marco in Lamis, San Severo